# Mircea Grabovschi
Mircea Grabovschi (Sighișoara, 22 dicembre 1952 – Bucarest, 23 luglio 2024) è stato un pallamanista e allenatore di pallamano rumeno.

## Biografia
Con la nazionale rumena di pallamano divenne campione del mondo nel 1974 e conquistò l'argento alle Olimpiadi del 1976. In carriera collezionò 199 presenze e realizzò 544 gol. Dopo il ritiro allenò per qualche tempo alcune squadre nel suo Paese, per poi diventare giocatore di bridge.
Mircea Grabovschi morì il 23 luglio 2024 all'età di 71 anni.